# Čichový orgán

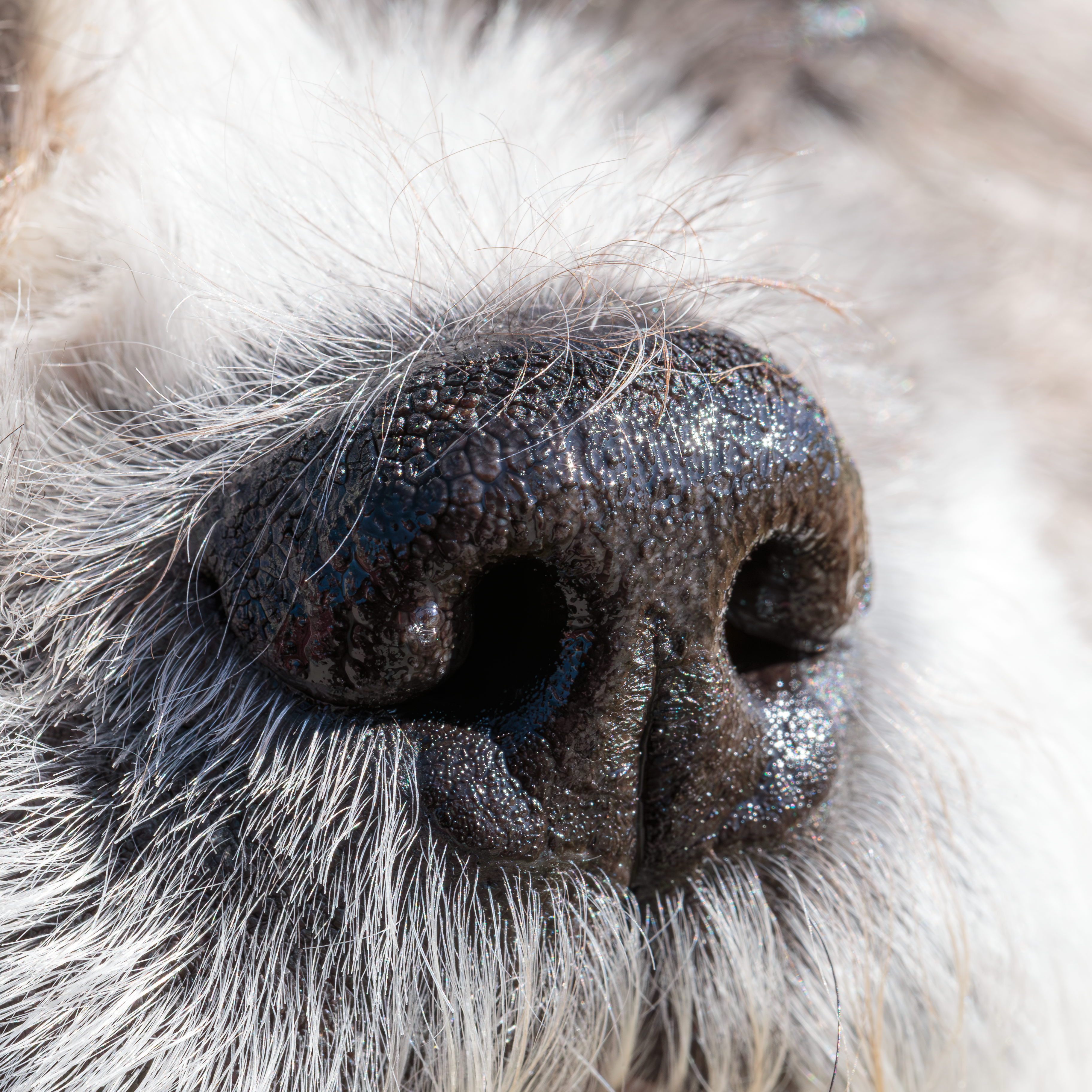
Psí čenich

Čichový orgán, čenich či nos je výčnělek u obratlovců, jímž je ukončena dýchací soustava, a jímž tito živočichové přijímají a vytlačují vzduch. V češtině se poměrně přísně rozlišuje tento výčnělek u člověka (ten je nazýván nos) a u zvířat (pak se obvykle hovoří o čenichu). V jiných jazycích se takto obvykle nerozlišuje (například v angličtině se čichový orgán člověka i zvířat označuje jediným slovem: nose). U většiny savců je čichový orgán propojen s ústy, jež rovněž mohou složit jako dýchací orgán. Uvažuje se, že se tato duplicita či zástupnost vytvořila kvůli tomu, aby savčí mládě mohlo dýchat při kojení. Nos zcela oddělený od ústní části se mezi savci vyskytuje pouze u živorodých. Existuje teorie, že jedinečný savčí čenich se vyvinul z přední části horní čelisti plazů zvaných synapsida. Čenich hraje u značné části savců velkou úlohu v termoregulaci, u člověka méně, byť hlen produkovaný v nose tuto funkci má a kapilární struktury nosu i u člověka ohřívají a zvlhčují vzduch vstupující do těla. Podobná je u zvířete i člověka funkce filtrace vzduchu (často za pomoci chlupů) a smyslového vnímání pachů, byť nižší výkonnost lidského orgánu v této věci oproti většině jiných savců je všeobecně známým faktem. Uvažuje se, že smyslová funkce u lidského čichového orgánu zakrněla po vývojovém postavení se na dvě nohy, nicméně slabší čich je znakem všech primátů a soudí se také, že se u většiny primátů sekundárně čenich zmenšil - související je zřejmě u primátů také výrazné zakrnění Jacobsonova orgánu. U psů je čenich vlhký, a to z toho důvodu, aby mohli zároveň vnímat skrze proudění vzduchu směr, čenich tak slouží i k jejich orientaci v prostoru. Čenichu se podobají i nozdry obojživelníků a ryb, ale ti jimi nedýchají. U plazů je nosní komora poměrně velká, přičemž choana (spojnice nosní a ústní dutiny) je umístěna hlouběji než u savců, ve střeše tlamy. U krokodýlů je nosní komora výjimečně dlouhá, což jim umožňuje dýchat, když jsou částečně ponořeni. Ptáci mají podobný nos jako plazi, s nozdrami umístěnými v horní zadní části zobáku. Komora je malá, proto mají ptáci obecně špatný čich. U mnoha ptáků, včetně holubů a drůbeže, jsou nozdry zakryty ochranným štítem. U kytovců byl čichový orgán zredukován na jednu nebo dvě dírky, které migrovaly na temeno hlavy. Opačný vývoj proběhl u chobotnatců, kde se čichový orgán vyvinul v dlouhý, svalnatý, manipulační orgán. U nejstarších obratlovců existovala pouze jedna nosní dírka a čichový vak a nosní průchod byl spojen s hypofýzou (tato anatomie se zachovala u nejprimitivnějších žijících obratlovců, mihulí a sliznatek). Spárování čichového orgánu zřejmě mělo umožnit vývoj čelisti.